# Anillo ocular

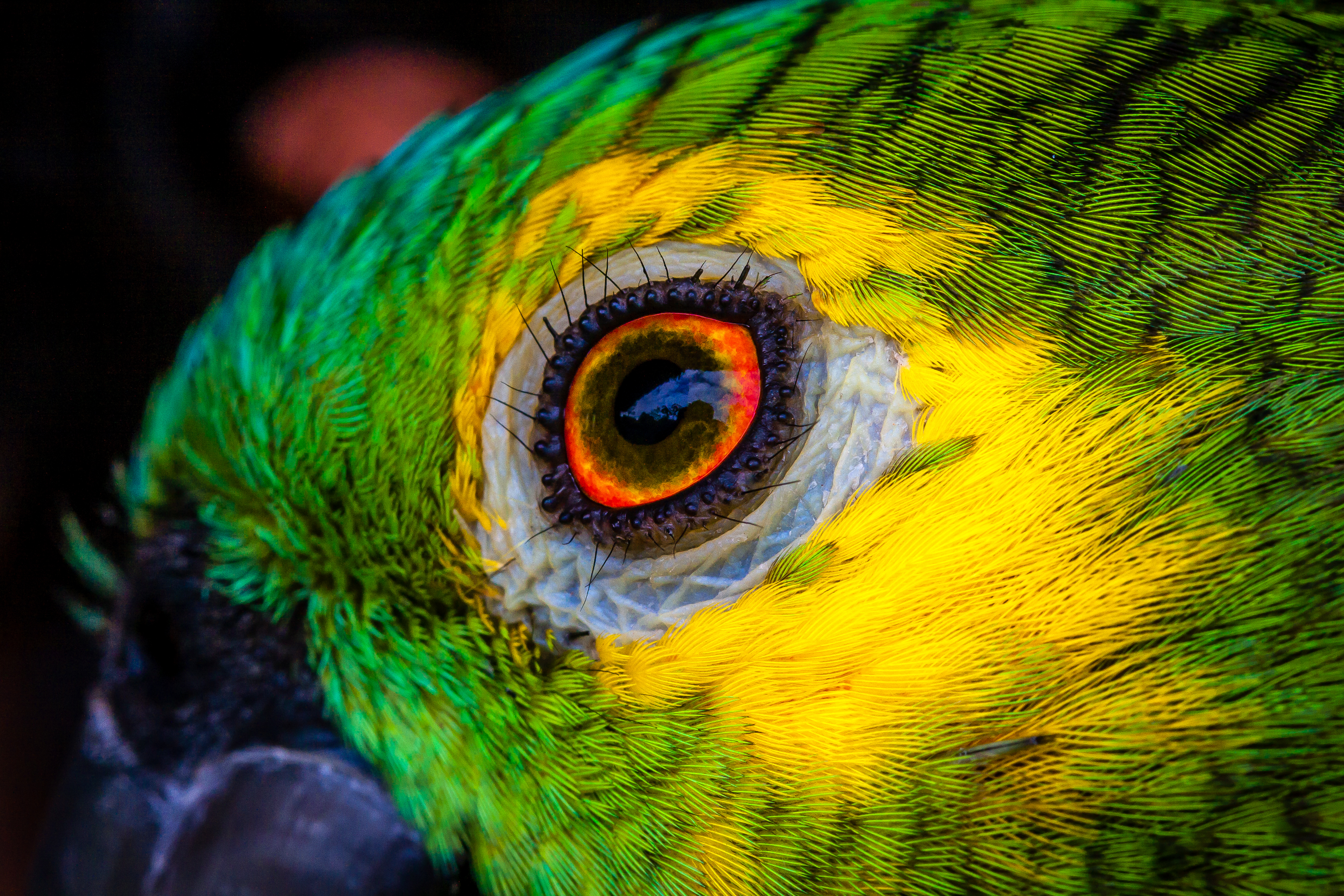
Anillo ocular blanco de un loro.

El anillo ocular, también denominado anillo periocular, círculo periocular o anillo orbital, es una zona coloreada alrededor del ojo de algunas aves con forma aproximada de corona circular, de piel desnuda o formado por diminutas plumas. Los anillos oculares sin plumas son de naturaleza carúncular. El grosor y color de los anillos perioculares varían mucho según las distintas especies. En algunas aves el anillo ocular destaca especialmente, con colores intensos que contrastan con el plumaje circundante; mientras que en otras su color coincide con el plumaje de la cabeza o el del iris del ojo que rodea.
La coloración de los anillos oculares puede ser útil en la identificación de las aves. Sirve para diferenciar algunas especies similares, y para discernir entre sexos y grupos de edad, ya que en algunas aves el anillo ocular puede tener distintas tonalidades según sea el individuo macho o hembra, o bien adulto o inmaduro. El color del anillo ocular puede variar según la época del año, y suele ser de coloración más intensa durante la época de cría.

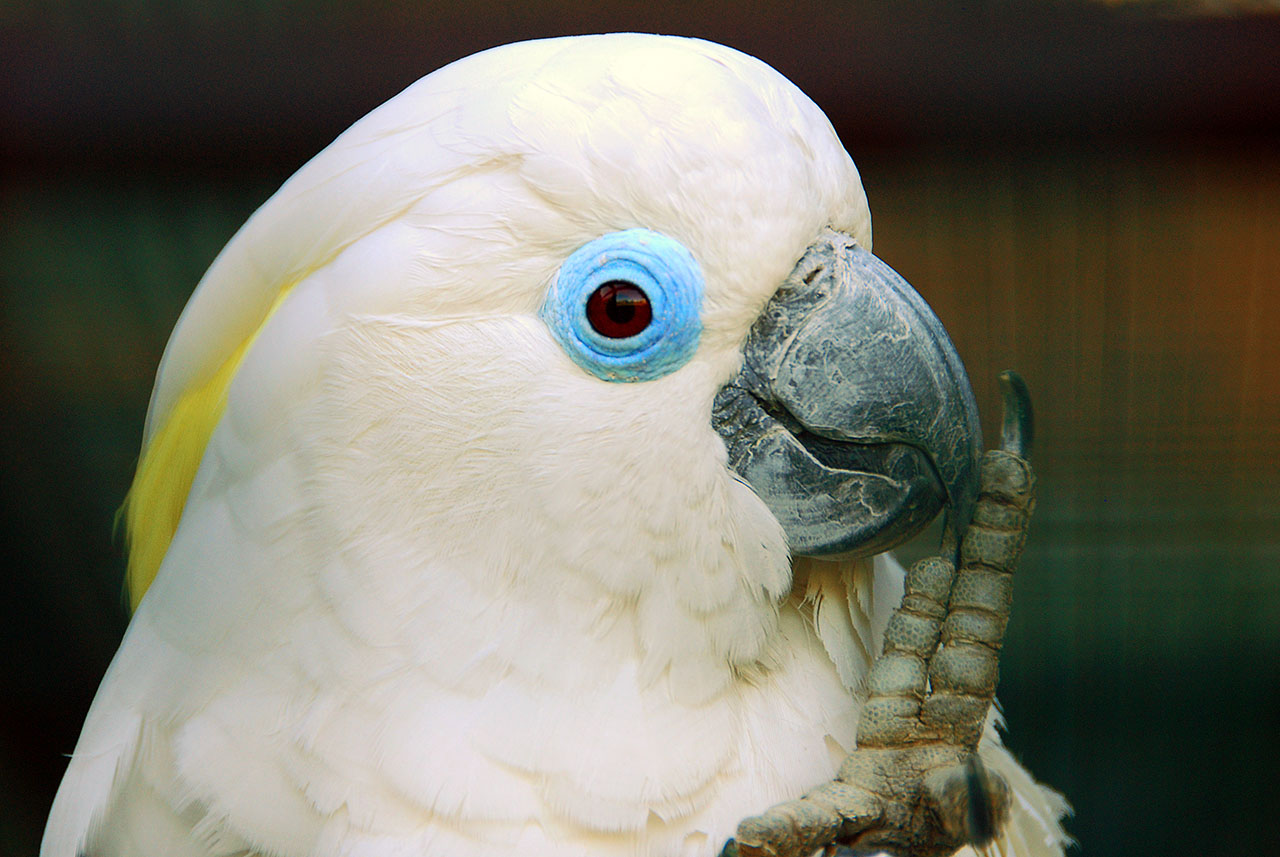
Las cacatúas tienen anillos oculares tanto del mismo color que el plumaje circundante como de otro distinto.
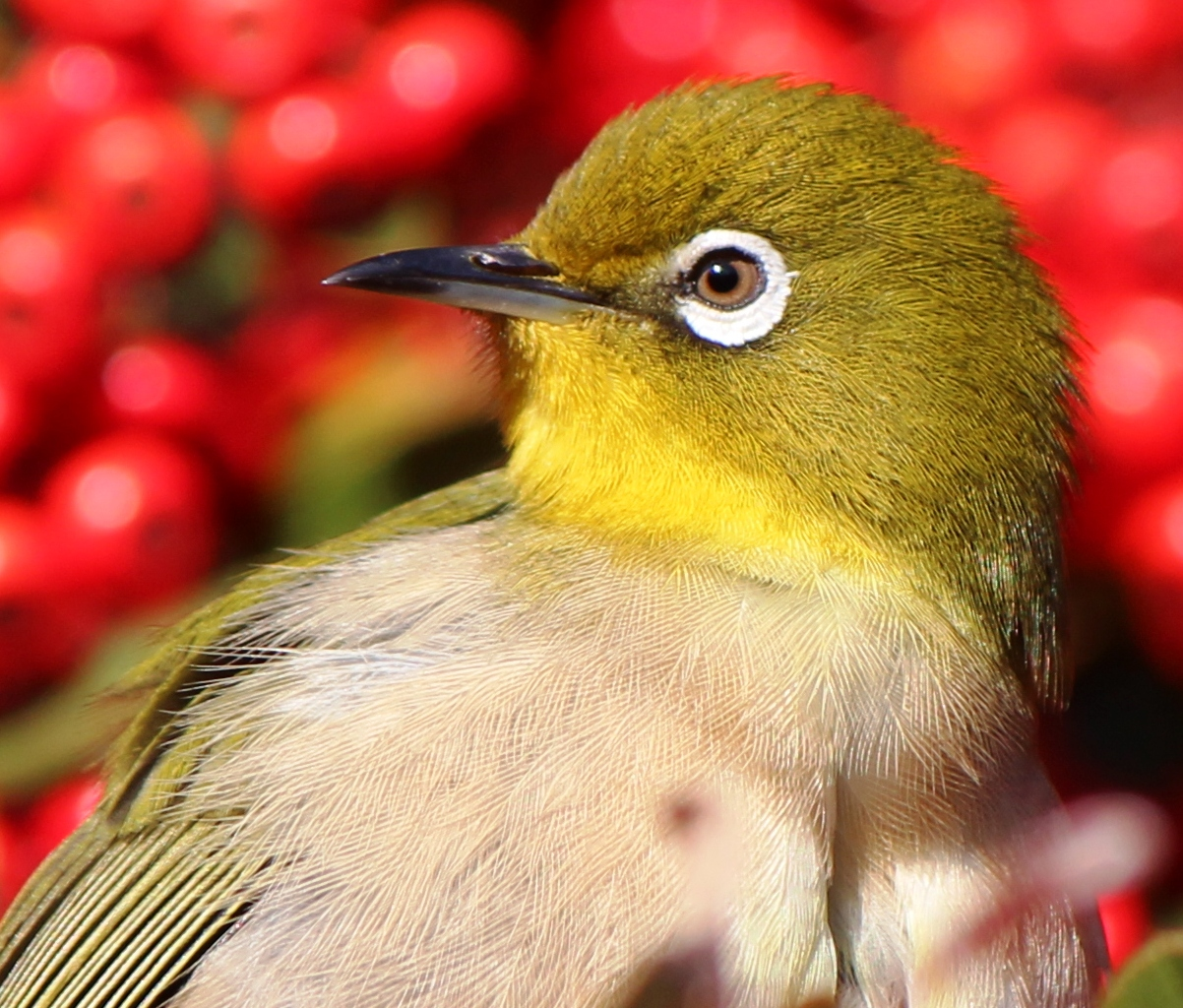
Los anteojitos deben su nombre a sus grandes anillos oculares blancos, compuestos de diminutas plumas.
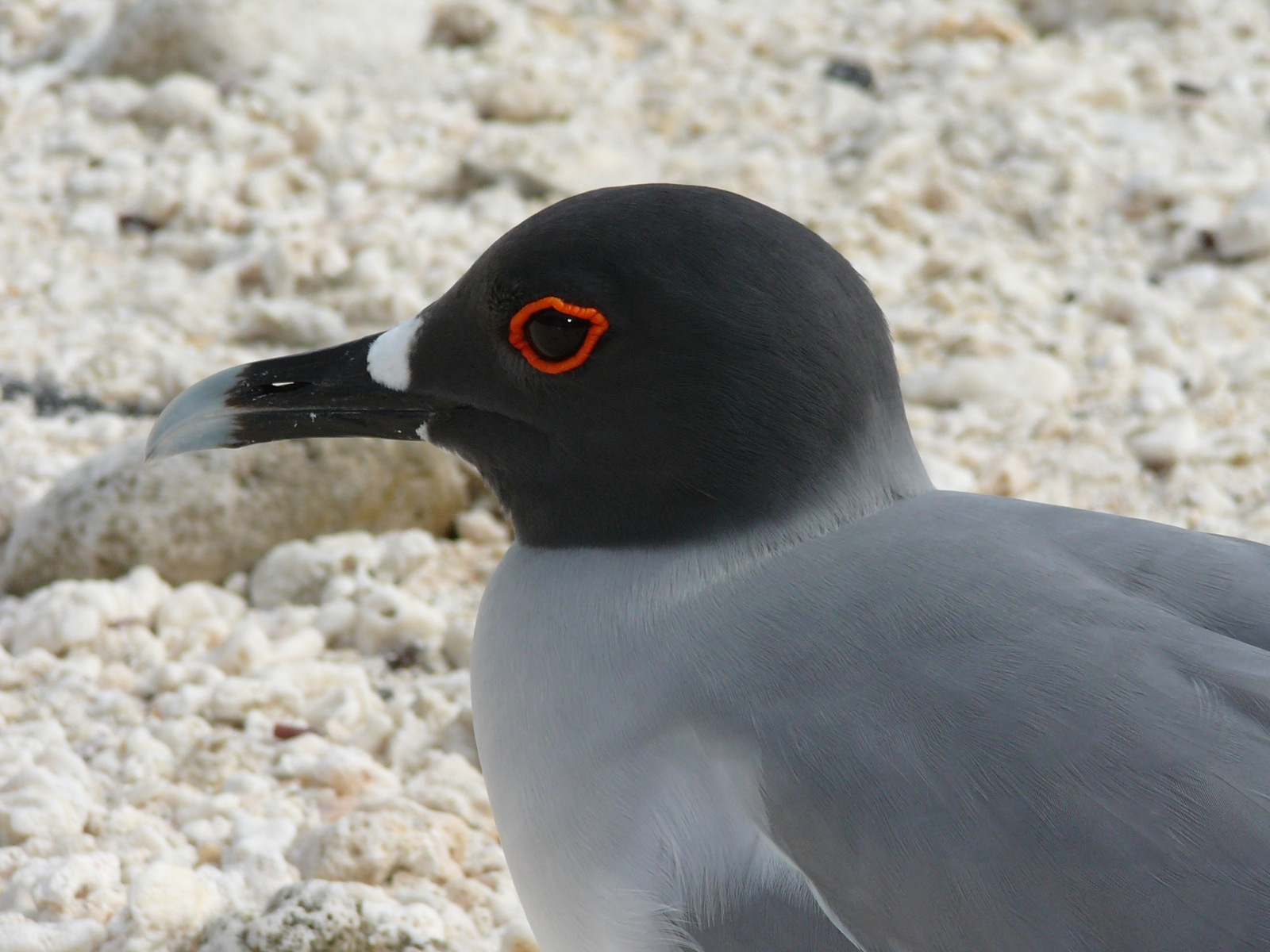
La gaviota de las Galápagos tiene un anillo ocular naranja que resalta sobre su cabeza gris.
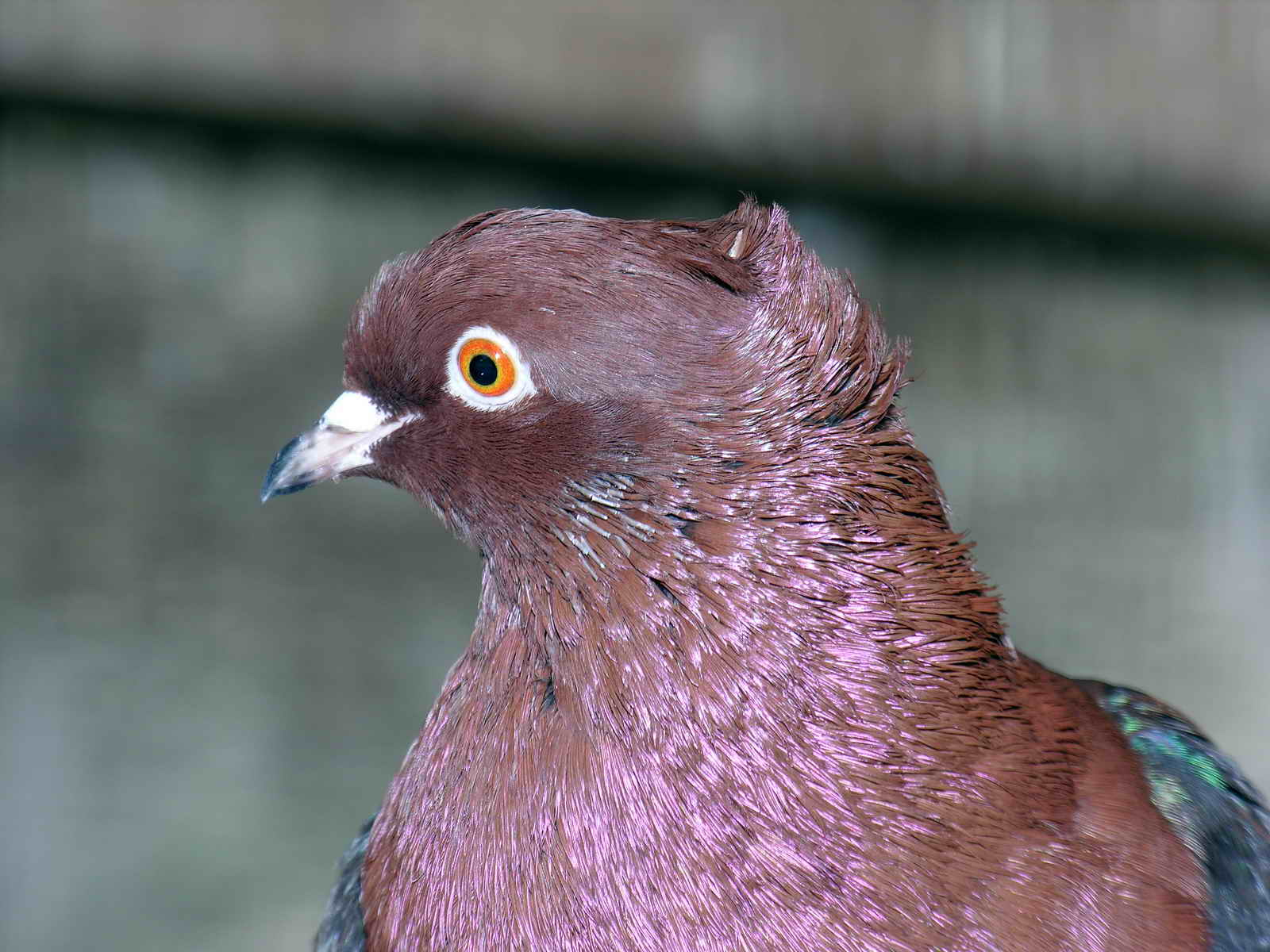
Muchas palomas presentan anillos oculares contrastados.
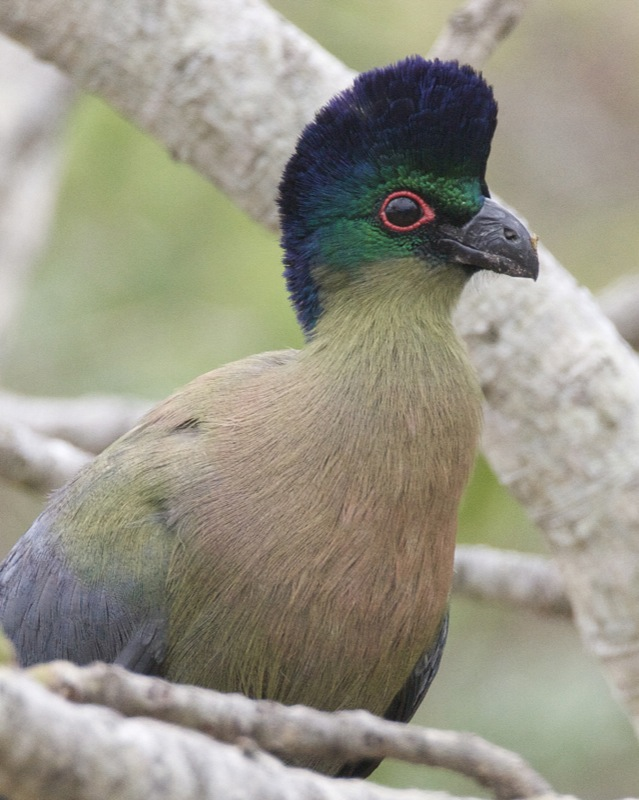
Turaco crestimorado con anillo ocular rojo en contraste con su rostro verde.